# 日本—幾內亞關係
日本－幾內亞關係是指日本國与西非国家几内亚共和国之间的双边关系。

## 政治概况
1958年，几内亚脱离法国独立后，日本政府立即予以外交承认，并于同年11月14日与几内亚建立外交关系。但几内亚首任总统塞古奉行“积极的中立主义”的外交政策，优先发展与苏联、中国、北韩等社会主义阵营国家的关系，加之与包括法国在内的西方集團各国关系十分紧张，几内亚在20世纪70年代以前与日本的交流也非常有限。
20世紀70年後，幾內亞開始緩和與西方集團各国的关系，并恢复了与法國、象牙海岸、塞內加爾等国的外交關係，其与日本的关系也出现了改善的契机，1972年12月27日，几内亚在东京都建立大使馆，翌年3月30日，几内亚总统塞古之弟财政经济部长伊曼纽尔·杜爾访问日本，并就日本企业在几内亚的矿产开发及鐵道建設与日本企业展开了会谈。日本政府亦于1976年在科纳克里设立大使馆。此后两国关系基本稳定发展，高层互访不断。

## 经贸交流
据日本財務省貿易統計，2019年，几内亚对日出口总额达到3750万日元，主要向日本出口铝土矿、铁矿砂等原材料及鱼类产品。而几内亚也从日本进口大型机械、橡胶制品及机车等工业产品，进口额达到11億日元。几内亚总统阿爾法·孔戴也多次访日，与日本政府探讨了在渔业、矿产领域的合作事宜。

## 人文交流

### 日本开发援助
1978年至2005年间，日本政府累计向几内亚提供各类援助达到5.55亿美元，并帮助几内亚修建了部分渔港、干线道路。1984年，几内亚开始接受世界银行、法国及日本等国的开发援助，日几关系也得到了进一步加强。2014年，對於埃博拉疫情在几内亚等国家擴散，日本政府向几内亚政府捐赠了药品、防护服、体温计，协助几内亚政府完善了当地的医疗设施，也派遣了医学专家前往支援防疫。

### 学术与文化来往
日本的研究調查团多次前往几内亚的山地考察研究黑猩猩等灵长类生物。日本也为几内亚的柔道、空手道学校提供了免费教学器材及其他设备。

### 侨民
随着日几两国加强交流，两国人员流动也更为频繁，已经有少量几内亚人长期居住在日本，并曾经成立了在日几内亚人协会，但在2015年解散。此外，日本職棒歐力士野牛司職外野手宗佑磨即为父亲来自几内亚的日非混血儿。

## 協定
| 日期          | 簽署         | 備註  |
| ------------- | ------------ | ----- |
| 1963年4月19日 | 《貿易協定》 | [ 2 ] |